# Schadensmodell
Das Schadensmodell ist ein Modell aus dem Bereich der Computerspieleentwicklung, das die fortlaufende Beschädigung eines Objektes in einem Computerspiel beschreibt.

## Hintergrund
In Computerspielen, in denen Objekte beschädigt oder zerstört werden können, stellt sich die Frage, wie man diese Beschädigung optisch darstellt und wie diese Beschädigung intern im Arbeitsspeicher des Rechners festgehalten wird. 
Die einfachste Lösung dieses Problems besteht darin, kein Schadensmodell zu verwenden, so wie dies vor allem in frühen Spielen der Fall war. Beschädigte Objekte gab es in diesem Sinne nicht und zerstörte Objekte wurden von der Darstellung einfach entfernt. In aktuellen Spielen ist dies manchmal in einigen Autorennspielen wie z. B. Gran Turismo 4 der Fall, in denen die Fahrzeuge trotz vom Spiel festgestellter Kollision nicht sichtbar beschädigt werden. Dies kann verschiedene Gründe haben:
- Der reale Autohersteller, dessen Fahrzeug im Spiel verwendet wird, wollte nicht, dass seine Fahrzeuge im Spiel beschädigt zu sehen sind.
- Der Schwierigkeitsgrad des Spiels sollte nicht erhöht werden.
- Der Einbau eines Schadensmodells war dem Spieleentwickler zu aufwendig.

Eine weitere einfache Variante ist das Festhalten des Zerstörungsgrades mit einem Zahlenwert, z. B. einer Prozentangabe. Hierbei wird das beschädigte Objekt optisch nicht verändert, sondern es befindet sich irgendwo in der Darstellung die Wiedergabe des Zahlenwertes, z. B. als Balkendiagramm.
In früheren 2D-Spielen bot sich zudem die Möglichkeit an, die Grafik eines Objekts durch eine oder in mehreren Stufen andere Grafiken auszutauschen, um die fortlaufende Beschädigung des Objektes wiederzugeben.
In modernen Spielen, in denen die gesamte Umgebung und alle beweglichen Objekte in 3D modelliert sind, bieten sich zwei Lösungen an:
- Eine Physik-Engine berechnet die Wirkung der äußeren Einflüsse auf das zu berechnende Objekt und deformiert dessen Modellierung dementsprechend. Den Einsatz einer Physik-Engine erkennt man daher durch die individuellen Zerstörungen, die die beschädigten Objekte aufweisen. Diese Variante ist in der Regel rechenaufwändig, da das 3D-Modell verändert werden muss und die Grafik-Engine in der Lage sein muss, jede mögliche Veränderung an dem 3D-Modell wiederzugeben.
- Eine Alternative ist es daher, für gleichartige Objekte (z. B. Fahrzeuge) vorberechnete 3D-Modelle parat zu halten. Tritt eine Beschädigung ein, so wird das ganze Modell oder Teile des Modells durch die vorberechnete Version ersetzt. Diese Art des Schadensmodells erkennt man daher an der sich wiederholenden Art und Weise der Beschädigungen. Wird z. B. in einem Rennspiel ein Wagen seitlich an der Tür getroffen, so hat die Delle jedes Mal dieselbe Form.